# Stabilità aerodinamica
La stabilità aerodinamica è uno dei concetti base per comprendere l'aerodinamica applicata ai velivoli, e quindi il loro comportamento e caratteristiche di volo.
Si differenzia in
- stabilità statica (Stabilità statica longitudinale) e
- stabilità dinamica.

L'indicatore da conto di come l'aerodina si comporta se, volando su una traiettoria rettilinea senza perturbazioni esterne, gli si applica una forza perturbatrice (si devia momentaneamente la traiettoria). Se l'aerodina tende a riprendere la traiettoria iniziale, si dice che è stabile. Se al contrario tende a seguire la nuova traiettoria, si dice instabile.
| Controllo di autorità | Thesaurus BNCF 25780 |